# Tylos tantabiddy
Tylos tantabiddy là một loài chân đều trong họ Tylidae. Loài này được Lewis miêu tả khoa học năm 1991.